# (11269) Кныр
(11269) Кныр (лат. Knyr) — типичный астероид главного пояса, который был открыт 26 августа 1987 года советским астрономом Людмилой Карачкиной в Крымской астрофизической обсерватории и назван в честь инженера Игоря Ивановича Кныра (1963- ),  друга семьи первооткрывательницы.

Орбита астероида Кныр и его положение в Солнечной системе